# Saedinenie
Saedinenie (Bulgaars: Съединение) is een stad en een gemeente in Bulgarije in de oblast Plovdiv in de historische regio Thracië. Op 31 december 2019 telde de stad 5.329 inwoners, terwijl de gemeente Saedinenie, met de 9 omliggende dorpen, 9.447 inwoners had.

## Geografie
De gemeente is gelegen in het westelijke deel van oblast Plovdiv. Met een oppervlakte van 297,992 km2 is het de 9e van de 18 gemeenten qua oppervlakte in Plovdiv, oftewel 4,97% van het landoppervlakte. De grenzen zijn als volgt:
- in het noorden - Chisarja;
- naar het oosten - Kalojanovo;
- in het zuidoosten - Maritsa;
- in het zuiden - Rodopi;
- in het westen - Pazardzjik, Pazardzjik (oblast);
- in het noordwesten - Streltsja, Pazardzjik.

## Bevolking
In de periode 1934-1956 nam de bevolking van de stad en de gemeente Saedinenie continu toe. Sinds 1956 heeft de regio te kampen met een intensieve bevolkingskrimp. Zo daalde het inwonersaantal van de stad Saedinenie van 8.034 in 1956 naar 5.369 in 2019, oftewel een krimp van 34%. In dezelfde periode halveerde het inwonersaantal van de gemeente Saedinenie van 20.273 inwoners naar 9.447 inwoners.
| stad Saedinenie     | 6.614  | 7.594  | 8.034  | 7.679  | 7.400  | 7.047  | 6.801  | 6.407  | 5.661  | 5.329 |
| gemeente Saedinenie | 17.427 | 19.905 | 20.273 | 18.689 | 16.517 | 14.358 | 13.348 | 12.182 | 10.450 | 9.447 |

## Nederzettingen

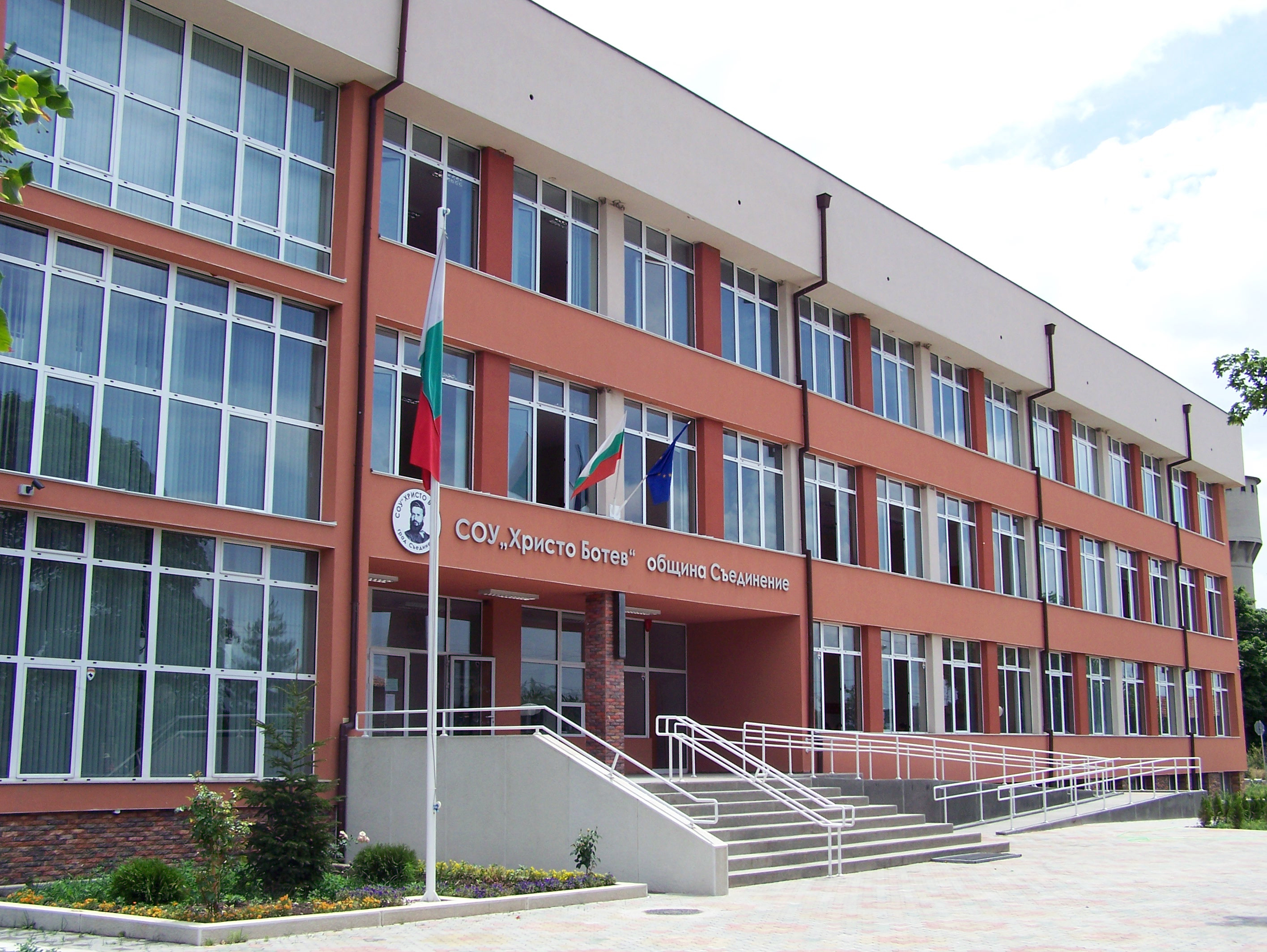
Een school in Saedinenie

De stad Saedinenie bestaat uit 10 nederzettingen, waarvan 1 met een stadsstatus en 9 dorpen.
- Saedinenie
- Dragomir
- Goljam tsjardak
- Ljoeben
- Malak tsjrdak
- Najden Gerovo
- Nedelevo
- Pravisjte
- Tsarimir
- Tseretelevo

1. ↑  Nationaal Statistisch Instituut (NSI)